# Gimdalen
Gimdalen är en ort i Bräcke kommun, Jämtlands län belägen i Nyhems distrikt (Nyhems socken). Fram till 2005 räknades den av SCB som en småort.